# توکزبان‌لی
توکزبان‌لی (به لاتین: Tükəzbanlı) یک منطقهٔ مسکونی در جمهوری آذربایجان است که در شهرستان آغ‌دام واقع شده‌است.